# Capella del Roser (Llagostera)
La Capella del Roser de Llagostera és una capella de planta rectangular amb absis semicircular inclosa en l'Inventari del Patrimoni Arquitectònic de Catalunya.. Parets portants i estucada amb elements geomètrics. Carreus de pedra a les cantonades. Coberta de teula a dues aigües. Destaquen la porta forana amb carreus de pedra i la llinda amb una fornícula en baix relleu amb capitells jònics i la mare de déu del Roser. A sobre hi ha un gran escut heràldic. El rosetó és gòtic tardà. Es conserva l'espadanya i la campana.

## Història
Aquesta capella antigament pertanyia a la família Albertí. Fou construïda el 1588, segons consta a la llinda de la porta forana. Actualment encara s'utilitza esporàdicament pel culte.